# Dan Roman
Dan Mihai Roman (n. 22 decembrie 1985, Cluj-Napoca, România) este un fotbalist român retras din activitate, care a jucat pe post de atacant la echipe ca Gaz Metan, CFR Cluj și Gloria Bistrița. După încheierea carierei, a devenit antrenor, și antrenează în prezent pe CS Ocna Mureș.